# Moussa Issa Mossi
Moussa Issa Mossi (ur. 24 stycznia 1993 w Niamey) – nigerski piłkarz grający na pozycji napastnika. Od 2016 jest zawodnikiem klubu AS Douanes Niamey.

## Kariera klubowa
Swoją karierę piłkarską Mossi rozpoczął w klubie AS Douanes Niamey. W sezonie 2011/2012 zadebiutował w jego barwach w pierwszej lidze nigerskiej. W sezonie 2012/2013 wywalczył z nim mistrzostwo Nigru. W sezonie 2013/2014 grał w marokańskim FUS Rabat, z którym zdobył Puchar Maroka. W latach 2014–2016 był piłkarzem Sahel SC, z którym w sezonach 2014/2015 i 2015/2016 wywalczył dwa wicemistrzostwa Nigru. W 2016 wrócił do AS Douanes. W sezonie 2021/2022 został z nim wicemistrzem kraju oraz zdobył Puchar Nigru.

## Kariera reprezentacyjna
W reprezentacji Nigru Mossi zadebiutował 9 czerwca 2012 w przegranym 0:1 meczu eliminacji do MS 2014 Kongiem, rozegranym w Pointe-Noire.